# جوزيف ألتمان
جوزيف ألتمان (بالإنجليزية: Joseph Altman)‏ (و. 1925 – 2016 م) هو أحيائي، وعالم أعصاب أمريكي، توفي عن عمر يناهز 91 عاماً.

## جوائز
حصل على جوائز منها:
- الجائزة الدولية لعلم الأحياء (2012)
- جائزة أميرة أستورياس للبحث التقني والعلمي  [لغات أخرى]‏ (2011).